# Anthophagus omalinus
Anthophagus omalinus är en skalbaggsart som beskrevs av Zetterstedt 1828. Anthophagus omalinus ingår i släktet Anthophagus, och familjen kortvingar. Arten är reproducerande i Sverige.